# Trans-Himalaya Cycling Race
La Trans-Himalaya Cycling Race es una carrera ciclista profesional por etapas china disputada en Región autónoma del Tíbet en la República Popular China.
Creada en 2023, formó parte del UCI Asia Tour en la categoría 2.2 hasta su ascenso a la 2.1 en 2025.

## Palmarés
| Año  | Ganador               | Segundo        | Tercero          |
| ---- | --------------------- | -------------- | ---------------- |
| 2023 | Carlos Alberto Torres | William Eave   | Li jun Bai       |
| 2024 | Aaron Gate            | Petr Rikunov   | Luis Carlos Chía |
| 2025 | Raman Tsishkou        | Omer Goldstein | Anatoliy Budyak  |

## Palmarés por países
| País          | Victorias |
| ------------- | --------- |
| Venezuela     | 1         |
| Nueva Zelanda | 1         |
| Bielorrusia   | 1         |